# Collegio uninominale Piemonte 2 - 03 (2017)
Il collegio elettorale uninominale Piemonte 2 - 03 è stato un collegio elettorale uninominale della Repubblica Italiana per l'elezione della Camera dei deputati tra il 2017 ed il 2022.

## Territorio
Come previsto dalla legge elettorale italiana del 2017, il collegio era stato definito tramite decreto legislativo all'interno della circoscrizione Piemonte 2.
Era formato dal territorio di tutta la provincia di Biella e dai comuni di Alagna Valsesia, Balmuccia, Boccioleto, Borgosesia, Breia, Buronzo, Campertogno, Carcoforo, Cellio, Cervatto, Civiasco, Cravagliana, Fobello, Gattinara, Ghislarengo, Guardabosone, Lenta, Lozzolo, Mollia, Pila, Piode, Postua, Quarona, Rassa, Rima San Giuseppe, Rimasco, Rimella, Riva Valdobbia, Roasio, Rossa, Rovasenda, San Giacomo Vercellese, Scopa, Scopello, Serravalle Sesia, Valduggia, Varallo e Vocca in provincia di Vercelli.
Il collegio era parte del Collegio plurinominale Piemonte 2 - 02.

## Eletti
| Elezione | Elezione | Deputato                      | Gruppo parlamentare |
| -------- | -------- | ----------------------------- | ------------------- |
|          | 2018     | Andrea Delmastro Delle Vedove | Fratelli d'Italia   |

## Dati elettorali

### XVIII legislatura
Come previsto dalla legge elettorale, 232 deputati erano eletti con sistema a maggioranza relativa in altrettanti collegi uninominali a turno unico.
| Candidati              | Candidati                               | Voti    | %     | Liste                    | Voti    | %     |
| ---------------------- | --------------------------------------- | ------- | ----- | ------------------------ | ------- | ----- |
|                        | Andrea Delmastro Delle Vedove ✔️ Eletto | 63 035  | 47,10 | Lega                     | 34 775  | 25,98 |
| Forza Italia           | Andrea Delmastro Delle Vedove ✔️ Eletto | 63 035  | 47,10 | 19 895                   | 14,87   |       |
| Fratelli d'Italia      | Andrea Delmastro Delle Vedove ✔️ Eletto | 63 035  | 47,10 | 7 121                    | 5,32    |       |
| Noi con l'Italia - UDC | Andrea Delmastro Delle Vedove ✔️ Eletto | 63 035  | 47,10 | 1 244                    | 0,93    |       |
|                        | Emanuele Cutellè                        | 31 867  | 23,81 | Movimento 5 Stelle       | 31 867  | 23,81 |
|                        | Nicoletta Favero                        | 30 283  | 22,63 | Partito Democratico      | 24 591  | 18,37 |
| +Europa                | Nicoletta Favero                        | 30 283  | 22,63 | 4 577                    | 3,42    |       |
| Italia Europa Insieme  | Nicoletta Favero                        | 30 283  | 22,63 | 621                      | 0,46    |       |
| Civica Popolare        | Nicoletta Favero                        | 30 283  | 22,63 | 484                      | 0,36    |       |
|                        | Doriano Raise                           | 3 373   | 2,52  | Liberi e Uguali          | 3 373   | 2,52  |
|                        | Sara Gerallini                          | 1 436   | 1,07  | CasaPound                | 1 436   | 1,07  |
|                        | Augusto Luttore                         | 1 421   | 1,06  | Potere al Popolo!        | 1 421   | 1,06  |
|                        | Flavio Menegotti                        | 897     | 0,67  | Italia agli Italiani     | 897     | 0,67  |
|                        | Cristina Zaccanti                       | 790     | 0,59  | Il Popolo della Famiglia | 790     | 0,59  |
|                        | Lucia Busacca                           | 731     | 0,55  | Partito Valore Umano     | 731     | 0,55  |
| Totale                 | Totale                                  | 133 833 | 100   |                          | 133 833 | 100   |
|                        |                                         |         |       |                          |         |       |
| Voti non validi        | Voti non validi                         | 5 992   | 4,29  |                          |         |       |
| Votanti                | Votanti                                 | 139 825 | 74,81 |                          |         |       |
| Elettori               | Elettori                                | 186 910 |       |                          |         |       |